# 10958 Mont Blanc
10958 Mont Blanc (6188 P-L) là một tiểu hành tinh vành đai chính. Nó được đặt tên Mont Blanc, đỉnh núi cao nhất ở châu Âu.